# Rodriguezia pardina
Rodriguezia pardina är en orkidéart som beskrevs av Heinrich Gustav Reichenbach. Rodriguezia pardina ingår i släktet Rodriguezia och familjen orkidéer. Inga underarter finns listade i Catalogue of Life.